# Szkarłatna cytadela
Szkarłatna Cytadela (The Scarlet Citadel) – opowiadanie Roberta E. Howarda opublikowane w styczniu 1933 roku w czasopiśmie "Weird Tales". 
Jest drugą częścią cyklu opowiadań fantasy tego autora, których bohaterem jest potężny wojownik ery hyboryjskiej - Conan z Cymerii. Treścią opowiadania jest spisek, jaki przeciwko zasiadającemu na tronie królestwa Aquilonii Conanowi zawiązali królowie Ophiru i Koth.

## Fabuła
Wezwany na pomoc przez sojusznicze państwo Ophir, zaatakowane przez armie państwa Koth, Conan wyrusza na odsiecz na czele aquilońskiej armii. Jednak na miejscu okazuje się, że królowie Ophiru - Amalrus i Koth - Stradabonus uknuli spisek. Armia Conana zostaje wciągnięta w pułapkę i zniszczona, a Conan trafia do niewoli. Dostaje się w ręce pochodzącego z Koth maga Tsotha-lanti, który zamyka go w tytułowej cytadeli. Conanowi udaje się zbiec z celi, zaś w trakcie podróży przez lochy spotyka i uwalnia Peliasa, maga, dawnego rywala Tsotha-lanti. Dzięki jego pomocy powraca do Aquiloni i odzyskuje władzę. 

## Nawiązania
Niemal identyczny wątek stanowi zawiązanie fabuły w powieści Howarda o Conanie zatytułowanej Godzina smoka.

## Publikacje
Pierwszy raz Szkarłatna Cytadela opublikowana została drukiem w magazynie Weird Tales, w styczniu 1933. Opowiadanie otrzymało trzecie miejsce w plebiscycie czytelników magazynu na najlepsze opowiadanie opublikowane w nim w 1933. W wersji książkowej po raz pierwszy opowiadanie pojawiło się w zbiorku King Conan w 1953.

## Adaptacje
Pierwszy komiks na podstawie Szkarłatnej Cytadeli ukazał się w 1978, w cyklu The Savage Sword of Conan. Autorem scenariusza był Roy Thomas, zaś narysował go Frank Brunner.. Drugi komiks oparty na tym opowiadaniu pojawił się w 2011, a jego autorami byli Tim Truman (scenariusz) i Tomas Giorello (rysunek).